# 엔보이 항공
엔보이 항공(영어: Envoy Air)은 미국 텍사스주 어빙에 거점을 둔 아메리칸 항공의 자회사로 아메리칸 항공과 함께 AMR 코퍼레이션 그룹에 소속되어 있다. 미국, 캐나다, 멕시코, 카라이브의 159개 도시를 오가는 1,800편 이상의 항공편을 운영하고 있다. 또한 이 항공사는 세계 최대의 지역 항공사에 속한다.

## 역사
엔보이 항공은 아메리칸 이글이란 지역 항공사 브랜드로 계약을 맺은 지역 사업자를 모집해 설립했다. 최초로 이글 플라이트와 메트로 플라이트가 1984년 11월 1일에 댈러스 포트워스 국제공항에서 페이어트빌과 아칸소에 취항했다. 아메리칸 이글 항공 도색하지 않은 않은 다른 사업자는 이그 제 큐 티브 항공, 커먼드 항공, 버지니아 항공, 시몬스 항공, 플라이 웨스트 항공, 메트로 플라이트, 덤불리어 항공이 있다.
1987년까지 타사 항공사와 계약을 하면서 아메리칸 항공의 허브 공항을 제공했다. 1987년부터 1988년까지 AMR 코퍼레이션은 시몬스 항공을 시작으로 지역 항공사를 인수했다. 1991년 중반 AMR 코퍼레이션은 4개의 지역 항공사를 통합했다. 시몬스 항공과(그리고 아메리칸 이글까지 사명 변경) 플라이 웨스트 항공이 1998년 5월 15일 별도 운영 인증서 아래 2개의 항공사가 통합 되면서 사업자 수가 감소되었다.
2007년 AMR 코퍼레이션은 별도의 자회사로 비행기를 급강하는 방법을 연구하기 시작했다. 어느 주주든 연계가 없는 타인에게 회사를 판매 가능성에 국한되었다. 2008년 세계적 금융 위기로 인해 AMR 코퍼레이션과 미국의 항공 업계는 이후 안정화까지 계획이 중지되었다. 2011년 7월에서 AMR은 비행기를 급강하는 연구를 이듬해 8월 SEC 서식으로 10월에 제출했다. 아메리칸 이글 항공은 9년간 계약에 따라 아메리칸 항공에 지역 항공사를 제공하기 위해 계속되지만 AMR 코퍼레이션은 양도할 수 있는 권리가 있다. 2012년부터 2014년까지 다른 지역 항공사에 엠브라에르와 ATR 비행기를 도입할 예정이다.
2014년 이후 리브랜딩을 하여 아메리칸 이글 브랜딩 소속의 엔보이 항공이 되었다.
2020년 이후로 CRJ, E140, E145 기종을 모두 PSA, Piedmont 항공으로 넘겨주거나 퇴역시킨 후 E170/175 기종으로 단일화 하였다

## 보유 기종
- 2025년 4월 기준으로 엔보이 항공은 다음과 같은 기종을 보유하고 있으며 평균 기령은 9.7년이다.[3]

## 사진

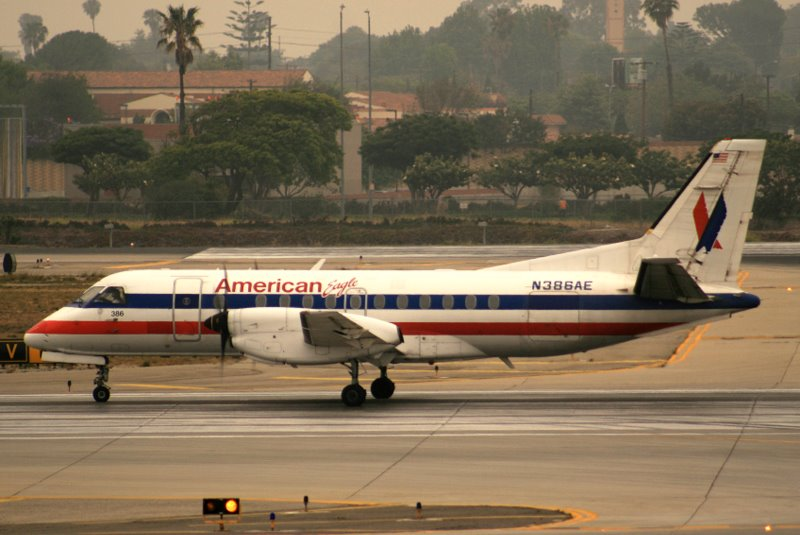
아메리칸 이글 항공의 샤브 340B
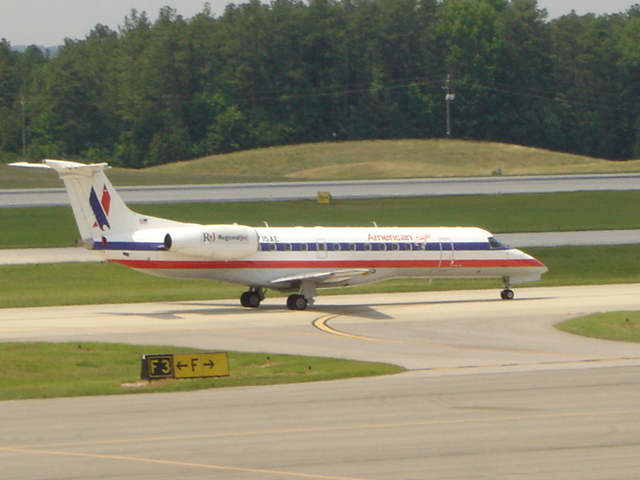
아메리칸 이글 항공의 ERJ-135
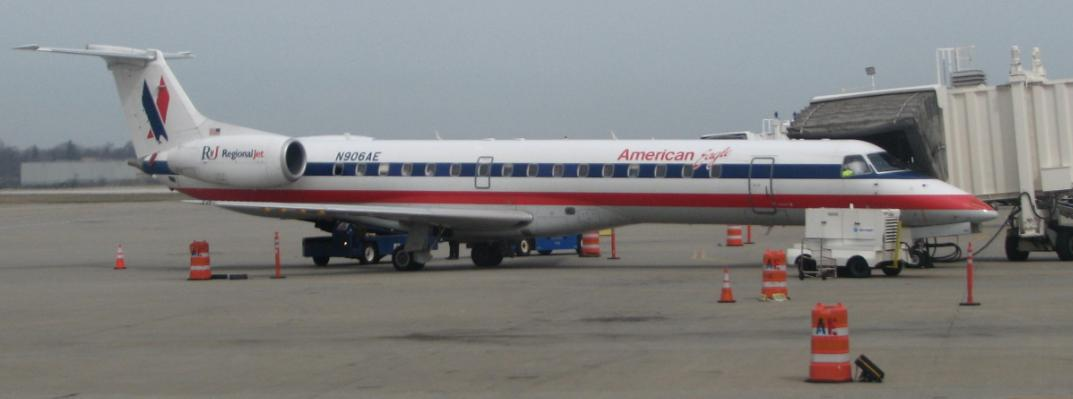
아메리칸 이글 항공의 ERJ-145
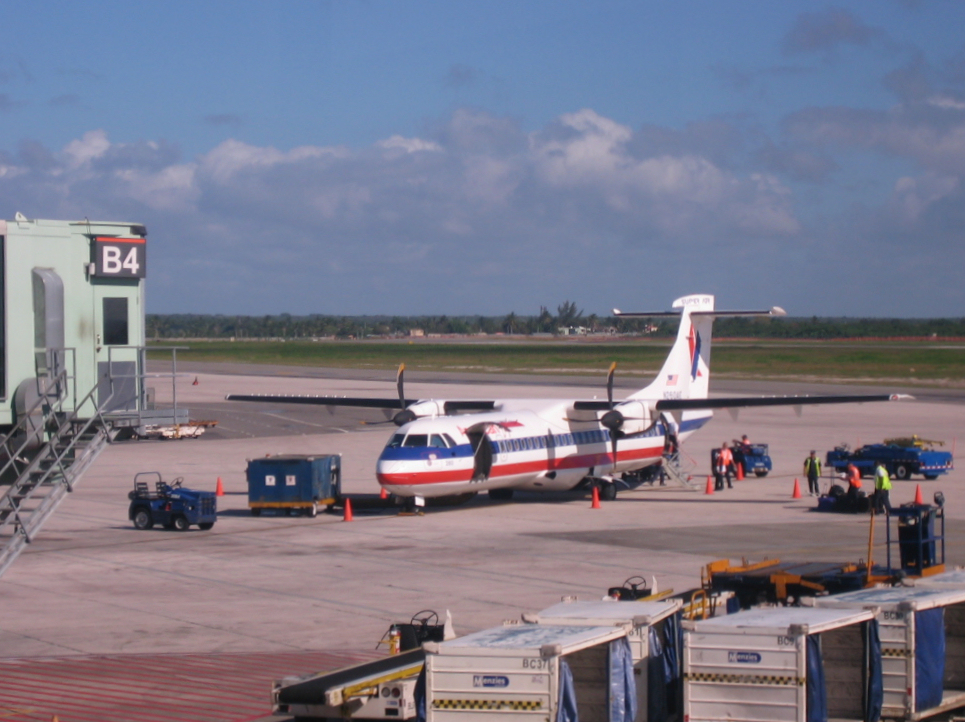
아메리칸 이글 항공의 ATR 72-200
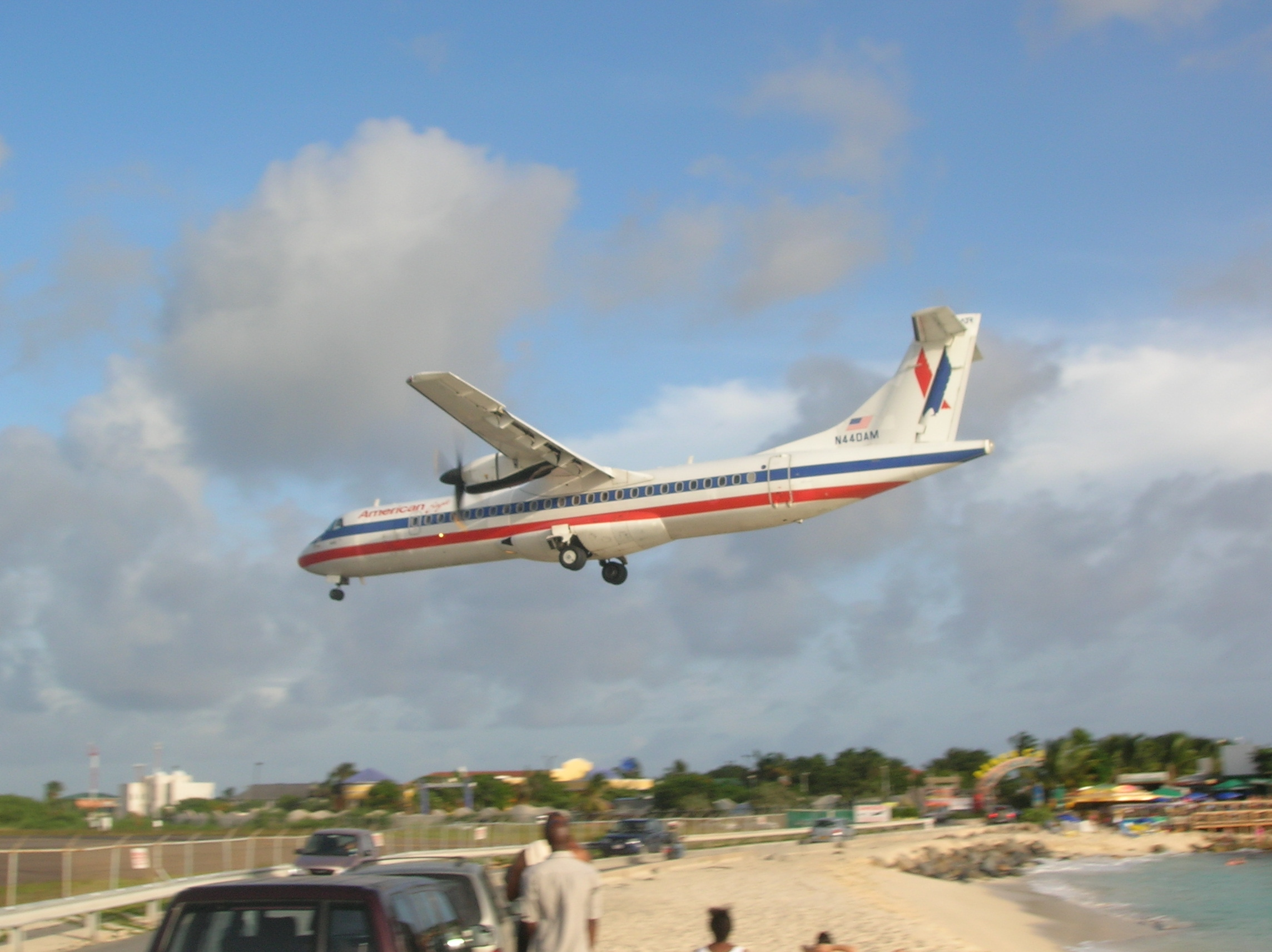
아메리칸 이글 항공의 ATR 72-200